# سنت لوانت
مروان عبدالحمید (متولد ۲۰۰۰)، معروف به سنت لوانت(به انگلیسی: Saint Levant، سَنت لِوانت)(به فارسی: شام مقدس)، خواننده رپ اهل بیت‌المقدس است که در ایالات متحده زندگی می‌کند. او یک خواننده رپ چند زبانه است که با آهنگ «دوستان بسیار کم» (به انگلیسی: Very Few Friends) شهرت یافت، او همچنین اولین سفیر عطر دیور در خاورمیانه است.

## سنین جوانی و تحصیل
عبدالحمید در ۶ اکتبر ۲۰۰۰ از مادری فرانسوی-الجزایری و پدری صرب-فلسطینی در جریان انتفاضه دوم به دنیا آمد. دوران کودکی عبدالحمید عمدتاً در نوار غزه سپری شد تا اینکه در جنگ غزه در سال ۲۰۰۷ خانواده او مجبور به نقل مکان به اردن شدند.
در سال ۲۰۲۲، عبدالحمید از دانشگاه کالیفرنیا، سانتا باربارا مدرک لیسانس روابط بین‌الملل دریافت کرد.

## شغل و فعالیت
عبدالحمید قبل از برگزیدن نام سنت لوانت، «فری‌استایل اورشلیم» و «نیروانا در غزه» را نوشت که هر دو دربارهٔ موضوعات سیاسی بودند. تقریباً در همان زمان، ویدیوهایی در تیک‌تاک بارگذاری کرد که در آن دربارهٔ تاریخ فلسطین و همچنین تفسیری دربارهٔ مردانگی سمی در فرهنگ عربی بحث می‌کرد. مدت کوتاهی پس از آن، او گروهوم(به انگلیسی: GrowHome) را تأسیس کرد که کارآفرینان فلسطینی را با افرادی که می‌توانند به تأمین مالی پروژه‌های آن‌ها کمک کنند، مرتبط می‌کند. موسیقی او الهام‌گرفته از متفکران تأثیرگذار عرب نسل‌های گذشته و تأثیر پذیرفتنه از هنرمندان معاصر، نوستالژیک، آر اند بی و هیپ‌هاپ اوایل دهه ۲۰۰۰ است.
در نوامبر ۲۰۲۲، سنت لوانت آهنگ رپ سه زبانه خود با عنوان «دوستان بسیار کم» را منتشر کرد که تقریباً در یک ماه ۲ میلیون بار در یوتیوب بازدید گرفت. این آهنگ به‌سرعت در تیک تاک و اینستاگرام محبوب شد.

## شخصی
عبدالحمید در لس آنجلس زندگی می‌کند، اگرچه او مرتباً به امان رفت‌وآمد دارد.